# Mercato over the counter
Un mercato over the counter (OTC) o mercato fuori borsa è un mercato caratterizzato dal non avere i requisiti riconosciuti ai mercati regolamentati. Si tratta di mercati la cui negoziazione si svolge al di fuori dei circuiti borsistici ufficiali.

## Caratteristiche del mercato OTC
I mercati OTC sono quindi il complesso delle operazioni di compravendita di titoli che non figurano nei listini di borsa, la cui funzionalità è organizzata da alcuni attori, e le caratteristiche dei cui contratti, che vengono negoziati, non sono standardizzate.
La quotazione nei mercati non regolamentati (OTC) avviene secondo il principio dell'incontro tra la domanda e l'offerta soltanto; perciò il loro valore cambia continuamente e in maniera decorrelata rispetto all'andamento delle borse mondiali.
I mercati OTC vengono utilizzati per le transazioni all'ingrosso tra intermediari istituzionali (modalità prevalente per le euro-obbligazioni). Le contrattazioni avvengono in maniera informale, attraverso conversazioni bilaterali tra le parti (domanda e offerta), in maniera telefonica o telematica. Particolarmente diffuso il modello di Alternative Trading System, offerto dagli stessi provider quali Bloomberg, che consente all'operatore la creazione di una pagina telematica in cui inserire le proprie quotazioni per una serie di titoli; tali quotazioni possono essere visualizzate ed "applicate" da qualsiasi altro utente "Bloomberg"; l'applicazione è l'atto che indica la propria volontà negoziale e deve essere accettata dal proponente; a seguito dell'accettazione il sistema invia una conferma telematica con tutti i dettagli della transazione conclusa.
A differenza dei mercati regolamentati (ad es., MTS Group, Mercato telematico delle obbligazioni e dei titoli di Stato...), tale mercato si differenzia sotto vari profili:
- NO ammissione formale dei titoli al mercato;
- NO obblighi di "market making" a carico degli intermediari negoziatori;
- NO "book" di negoziazione in cui vengono raccolti ed abbinati automaticamente gli ordini di acquisto e di vendita;
- NO controlli a livello di negoziazioni;
- NO oneri informativi a carico degli emittenti dei titoli

I mercati OTC non sono da confondere con le vendite al dettaglio da parte delle banche ai risparmiatori, attraverso la loro rete di sportelli, che rappresentano "Sistemi di Scambio Organizzati" (SSO).

## Sistemi di scambio elettronici OTC
- OTC Bulletin Board è stato un sistema di scambio creato nel 1990 per dare un minimo di trasparenza agli scambi OTC. L'OTCBB è un sistema elettronico di scambio per titoli non scambiati sui mercati ufficiali. Su questo tipo di sistema di scambi erano presenti oltre 3000 titoli con oltre 300 market makers. È stato chiuso ufficialmente 8 novembre 2021.
- OTC Markets Group (precedentemente noto come Pink Sheets) è un sistema di scambio istituito dal National Quotation Bureau (NQB). Per decenni la NQB ha pubblicato in forma cartacea la quotazione di azioni e obbligazioni, pubblicando le quotazioni rispettivamente in volumi dalle pagine color rosa (Pink Sheets) e color giallo (Yellow Sheets). Le pubblicazioni sono state nominate per il colore della carta su cui sono state stampate. Nel settembre 1999 diventa un sistema di scambio elettronico (Electronic Quotation Service). Ha assunto il suo nome attuale nel 2010.

Come ogni sistema di scambio non regolamentato, sono tutti caratterizzati da elevata volatilità e rischio.

## Origini del nome
L'etimologia "over the counter" sembra risalire all'esperienza anglosassone, nella quale le contrattazioni proseguivano, chiusa la borsa, sui banconi dei bar vicini alle sale di scambio ufficiali ("over the counter" letteralmente significa sopra il bancone). Significativo al riguardo il riferimento alla goliardia, la quale non esaurisce i propri effetti nell'ambito bilaterale del rapporto, ma si estende sino a condizionare la fase di negoziazione successiva alla chiusura delle infrastrutture preposte agli scambi. 
Altre traduzioni fanno riferimento all'espressione adottata nelle farmacie per i prodotti da bancone ("sul bancone"), per i quali non è necessaria la prescrizione del medico e i cui prezzi non sono controllati.
Secondo altre fonti ancora, "over the counter" nasce nella Borsa di Chicago, che aveva un grande orologio nella sala delle contrattazioni; chiuso il mercato gli operatori andavano in una sala sopra l'orologio per proseguire gli scambi (counter inteso come contatore, e quindi orologio). 
L'origine dell'espressione è perciò controversa. 